# Kraftwerk Peißenberg
Die Kraftwerk Peißenberg ist ein Kraftwerk im oberbayerischen Markt Peißenberg im Landkreis Weilheim-Schongau. Ehemals war es ein Kohlekraftwerk; heute besteht es aus zwei Blockheizkraftwerken. Eigentümer und Betreiber ist die Peissenberger Kraftwerks Gesellschaft mbH (PKG), die ein Tochterunternehmen des Bayernwerk ist. Zuvor war es ein gemeinsames Unternehmen der E.ON Bayern AG und der Lechwerke ist.

## Geschichte und Aufbau

### Kohlekraftwerk
Das erste Kraftwerk in Peißenberg zur Versorgung des Bergwerks Peißenberg entstand in den Jahren 1914/15. Zwischen 1940 und 1956 wurden im Kraftwerk fünf Kessel und fünf Turbinen errichtet. Sie verstromten Pechkohle aus dem Oberbayerischen Revier.
Im Jahr 1955 wurde das Kraftwerk über eine 50-Kilovolt-Freileitung an das Netz des Allgäuer Überlandwerks angeschlossen. Im Jahr 1960 wurde der Bau eines Kohlekraftwerkblocks mit einer Leistung von 40 Megawatt mit Anschluss an das 110-Kilovolt-Hochspannungsnetz der Lechwerke begonnen, die Inbetriebnahme erfolgt am 10. November 1962. Betreiber des Kraftwerks war bis dahin die Bayerischen Berg-, Hütten- und Salzwerke AG.
Nach dem Ende der Pechkohleförderung und Schließung der Bergwerke Ende der 1960er-Jahre erfuhr das Kraftwerk einen Umbruch: Am 1. Oktober 1970 wurde die Peissenberger Kraftwerks Gesellschaft gegründet, die das Kraftwerk kaufte. Nach dem Ende des Kohlenabbaus in Peißenberg, wurde 1971/72 das Kraftwerk auf Schwerölfeuerung umgerüstet, nach der Umrüstung konnte so Strom mit einer Leistung von 16 Megawatt erzeugt werden. Zusätzlich wurden 1972 für die Fernwärmekessel zwei weitere Kessel errichtet, 1983 folgte ein weiterer Kessel. Im Höchststand 1972 arbeiteten 90 Menschen in dem Kraftwerk. Das Schweröl für das Kraftwerk wurde über den Gleisanschluss des ehemaligen Bergwerks vom Bahnhof Peißenberg aus angeliefert. In den Jahren 1987 und 1990 wurden die Blockheizkraftwerke in Betrieb genommen (siehe unten). Im Jahr 1988 wurde die 16-MW-Anlage außer Betrieb genommen. Der noch existierende 40-MW-Kraftwerksblock wurde 1991 auf Grund behördlicher Auflagen auf leichtes Heizöl umgerüstet und schließlich im Jahr 2000 stillgelegt. Der zu diesem Kraftwerksblock gehörende 140 m hohe Kamin wurde 2002 abgerissen. Dieser Kamin wurde auch als das „ungeliebte Wahrzeichen der Marktgemeinde“ Peißenberg bezeichnet.

### Motorheizkraftwerke
Im Jahr 1987 und 1990 wurden zwei Blockheizkraftwerke in Betrieb genommen, die jeweils ein 14-Zylinder-Aggregat beinhalten. Deren Generatoren erzeugen eine elektrische Leistung von jeweils etwa 6 Megawatt. Daneben werden jeweils etwa 6,2 Megawatt Fernwärme ausgekoppelt. Betrieben werden die Anlagen mit leichtem Heizöl, das in zwei Behältern mit einem Volumen von jeweils 3 Mio. Litern gelagert wird. Der erzeugte Strom wird sowohl in das 6-Kilovolt-Mittelspannungsnetz der Gemeindewerke Peißenberg als auch in das 110-kV-Hochspannungsnetz der E.ON und Lechwerke eingespeist. Am Standort arbeiten zehn Mitarbeiter.
Neben dem Gasturbinenkraftwerk Hausham betreibt die PKG das Gasturbinenkraftwerk Hausham und zehn mobile Notstromaggregate.